# A. J. Riebli III
Arnold J. Riebli (* 27. August 1969 im Sonoma County) ist ein US-amerikanischer Schauspieler und Synchronsprecher.

## Leben
A. J. Riebli III ging zur Justin-Siena High School in Kalifornien und machte anschließend seinen Bachelor of Arts an der Santa Clara University. Seit 2015 arbeitet er als Studio Manager bei Telltale Games.

## Filmografie (Auswahl)
- 1999: Toy Story 2
- 2003: Findet Nemo
- 2004: Die Unglaublichen – The Incredibles
- 2006: Cars
- 2007: Ratatouille
- 2009: Calendar Confloption (2009)
- 2009: George and A.J.
- 2009: Oben
- 2011: La Luna – Mondlicht
- 2011: Toy Story Toons (Animationsserie, Folge 1x02 Kleine Portion)
- 2011–2012: Cars Toon – Hooks unglaubliche Geschichten (Animationsserie, 2 Episoden)
- 2012: Partysaurus Rex
- 2013–2014: Tales from Radiator Springs (Animationsserie, 4 Episoden)
- 2014: Toy Story That Time Forgot
- 2014: Party Zentrale

## Videospiele
- 2015: Minecraft: Story Mode